# Номенклатура
 Тази статия е за система за наименуване на обекти.  За елита от партийни функционери в Съветския съюз и други социалистически държави вижте Номенклатура (елит).  
Номенклатура е списък на понятия или имена в дадена област (наука, култура, изкуства, администрация и др.), както и системата от правила или закони за тяхното формиране.
Наименуването на обекти е основата на вербалната комуникация.
Необходимостта от научни имена, които да са прости, стабилни и приложими за всички обекти в света създава наменклатурните системи действащи чрез стриктни правила за създаване на нови термини. Примери:
- Класификация на организмите – номенклатура, използвана в областта на ботаниката и зоологията.
- Номенклатура на Международния съюз за чиста и приложна химия – метод за именуване на химични съединения. В идеалния случай всяко органично и неорганично съединение би трябвало да бъде описано в тази номенклатура, като по този начин можем да разберем неговата химична формула.
- Номенклатурата при социалистическите диктатури като важен елемент за тяхното функциониране.